# Валлуф
Валлуф (нем. Walluf) — община в Германии, в земле Гессен. Подчиняется административному округу Дармштадт. Входит в состав района Райнгау-Таунус. Население составляет 5547 человек (на 31 декабря 2010 года). Занимает площадь 6,74 км².